# Ejtőernyő

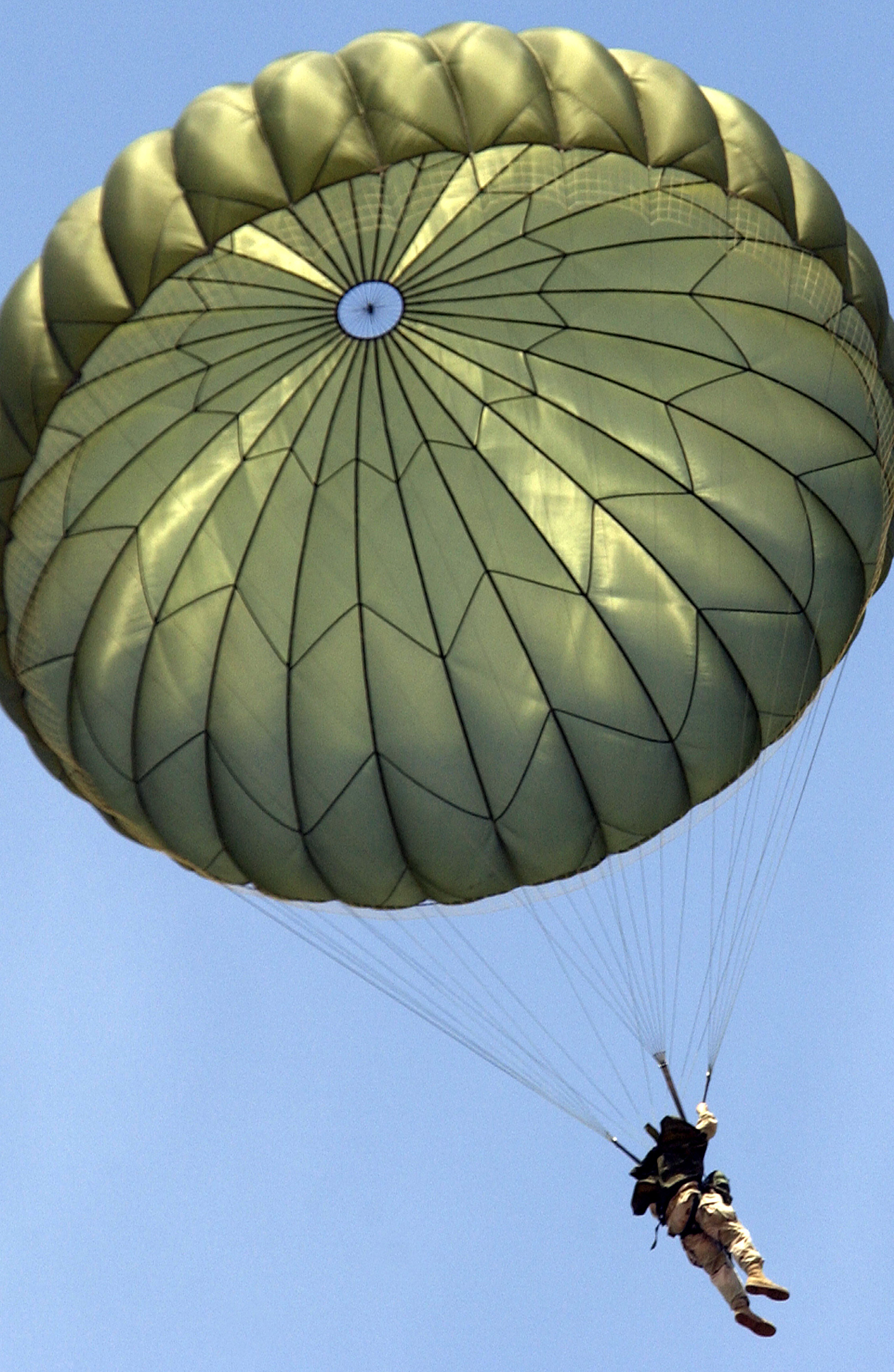
Hagyományos, körkupolás ejtőernyős manőverezés közben

Az ejtőernyő olyan eszköz, mely légellenállása vagy formájából adódóan rajta keletkező felhajtóerő révén biztonságos földet érési sebességre csökkenti az egyébként szabadon eső test zuhanását.
Napjainkban több változata létezik, melyeknek mind más manőverezési vagy biztonsági képességei vannak:
- Mentőernyő meghibásodott légijárműből, emberi élet mentésre szolgál, általában a pilóták és a repülőgép személyzete használja.
- Tartalékernyő (néha hibásan: „mentőernyő”) kizárólag a sportejtőernyőknél használatos, a rendellenesen működő főejtőernyő leoldása után nyitják, életmentés céljából.
- Sportejtőernyő sport vagy szórakoztatási célú használatra. Ide sorolható a célba ugró, kupolaforma-ugró, tandem, swoop, BASE ejtőernyők. (A sportejtőernyők – kivéve a BASE ernyőket – minden esetben két ernyőt, egy főernyőt és tartalékernyőt tartalmaznak, melyeknek méretei nagyjából megegyeznek.)
- Teherernyő főként katonai célú terhek (pl. élelmiszer, gyógyszer, lőszer, haditechnikai eszközök stb.) biztonságos földre juttatására használatos.

## Fajtái
- Fékezőernyő (lásd még: fékernyő)
- Denevérszárny
- Körkupolás ernyő
- Légcellás, vagyis paplan ernyő
- Siklóernyő
- Teherernyő
- Kite
- Forgó ejtőernyő
- Szalagejtőernyő
- Tandem ejtőernyő: a fő és tartalék ernyőt közös tokban, egymás felett helyezik el. Elsősorban az ejtőernyőssportban használják.

## Története

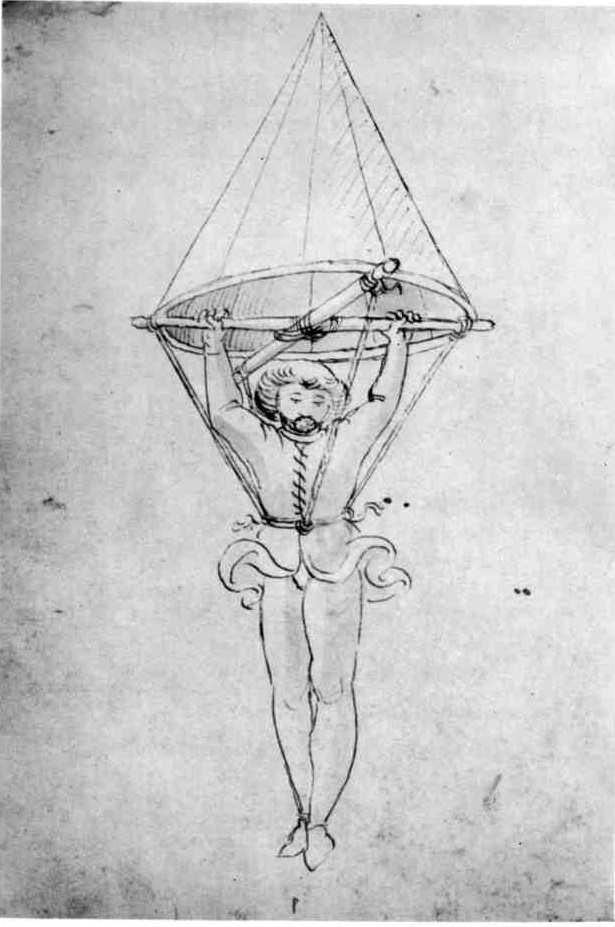
Az első ismert ejtőernyő ábrázolás 1470-es évekből (ismeretlen alkotó műve)

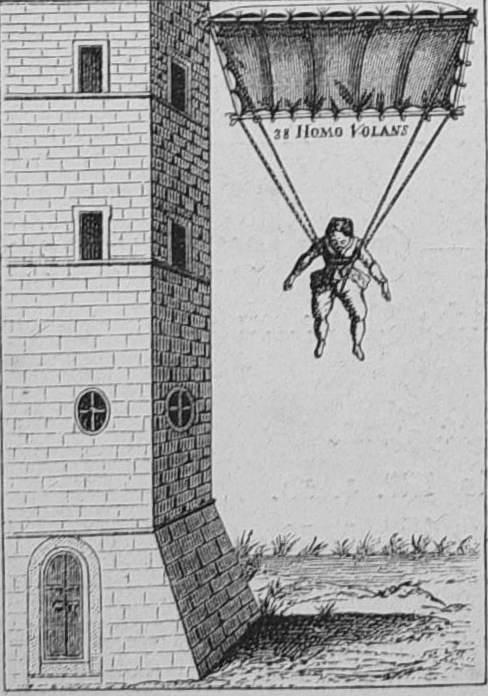
Ejtőernyő ábrázolása Verancsics Faustus Machinae Novae című művében, 1616

- Sok ókori legenda és feljegyzés említ sikeres vagy valamely ok miatt sikertelen, textíliával vagy ernyőféleséggel fékezett ugrást.
- 1250-ben Roger Bacon matematikus fogalmazta meg az ejtőernyő fogalmát, valamint hogy homorú felületet célszerű használni a De mirabili Potestate artis et naturae („A természet titokzatos és csodálatos erőiről”) című művében.
- 1470 körül keletkeztek a ma a British Museumban őrzött, „Francesco dio Giorgio hagyaték”-nak nevezett kéziratok, melyeknek ábrái elsőként ábrázolnak ejtőernyőt.
- 1480 után Leonardo da Vinci foglalkozott a fékezett ugrások gondolatával, sikerült kiszámítania a szükséges ernyőméretet. Kutatásai feledésbe merültek.
- 1650-ben XIV. Lajos francia király sziámi követe részletesen beszámolt arról, hogy ott gomba alakú ejtőernyőkkel rendszeres ugrásokat hajtanak végre a bambuszfák tetejéről királyuk tiszteletére. Richart de La Trémouille, indiai nagykövet látta, amint bambusznádból és vászonból készült ejtőernyővel egy Gauhler nevű indiai szakács leugrott egy torony tetejéről.
- 1767-ből származik a feljegyzés, miszerint Franciaországban egy Vicent Lavini nevű rab a miolans-i várbörtön tornyából saját maga készítette ernyőjével sikeresen a vár tövében levő mély patakba ugrott. Elfogták, de büntetését enyhítették.
- 1777-ben De Fontagne párizsi professzor egy repülő köpenyt készített, mellyel Jacques Doumier halálraítélt végzett sikeres ugrást hasaló testhelyzettel a párizsi fegyverraktár tetejéről.
- 1777-től kezdődően Joseph és Michel Montgolfier a hőlégballon feltalálói sikeres repülési, illetve állatokkal ejtőernyős mentő kísérleteket végeztek.
- 1797. október 22-én André-Jacques Garnerin egy hidrogénballonról leválva 600 méter magasságból sikeres ereszkedést hajtott végre az első nem merev vázas ernyővel.
- 1805. július végén Matvej Kolesznyikov moszkvai kupec a moszkvaiak szórakoztatására léghajóból kutyákat és macskákat dobott le ejtőernyővel különböző magasságokból.
- 1853-ban Olaszországban Poitevin, egy léghajós feleség hajtott végre léggömbről ejtőernyős ugrást 1800 méter magasságból. 43 másodperces lebegés után ért földet, ami akkor világrekordnak számított.
- 1880-ban a francia Jovis úgy vélte, hogy az általa használt ejtőernyő katonai célokra is felhasználható, ezért egy katonai bizottság előtt Rouenban 1000 méterről bemutató ugrást hajtott végre. A sikeres ugrás ellenére a bizottságot nem tudta meggyőzni az ejtőernyő katonai hasznosításának lehetőségéről.
- 1889-től tartotta ejtőernyős, késleltetett nyitású bemutatóit Európa-szerte az USA-ból érkezett Charles Leroux. 239 ugrást hajtott végre.
- 1916-tól Käthe Paulus német repülő-akrobata hölgy gyártott nagy sorozatban olyan hajtogatott ernyőket, melyeket az ugró súlya húzott ki a tartóból. A hevederes automatikus nyitás elterjesztése Otto Heinecke léghajós érdeme.
- 1919-ben Leslie Leroy Irvin bemutatta az első kézi nyitású ejtőernyőt, melyet az USA hadseregének ejtőernyő-fejlesztő részlegében készített. Ekkor igazolódott, hogy a tartós szabadesést az ember túlélheti, sőt pozícióját, sebességét változtathatja.
- 1938-tól keltezhető az irányítható ejtőernyő, amikor „egy angol” szeleteket vágott ki a kupolából, illetve ezeket részlegesen visszahúzhatták a forduláshoz.

## Az ejtőernyőzés fizikája
Az ugró függőleges sebessége:
- első másodpercben kb. 5 m/s,
- második másodpercben kb. 15 m/s,
- harmadik másodpercben kb. 25 m/s, ami 90 km/h sebességnek felel meg,
- negyedik másodpercben kb. 35 m/s és az
- ötödik másodpercben kb. 45 m/s a zuhanás sebessége.
- a hatodik másodperctől kezdve 50 m/s, úgynevezett maximális zuhanási "kritikus" sebességgel számolunk, amely kb. 180 km/h és ezzel a sebességgel zuhan az ejtőernyős egyenletesen tovább. A kritikus sebesség összefüggésben van a légnyomással, ami a magasság növekedésével csökken valamint a zuhanó test tömegével és felületével. (Pl: Felix Baumgartner 2012-ben ezért tudta átlépni a hangsebességet)

Az ejtőernyő teljes kinyílás utáni ereszkedési sebessége (amely ejtőernyő típusa szerint változik) 4–6 m/s-ra csökken le.

## A hagyományos körkupolás ejtőernyő részei
- kupola a zsinórzattal
- kupolahuzat

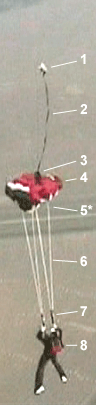
A légcellás ejtőernyő főbb részei nyílás közben: 1. nyitóernyő
2. felkötő szalag
3. konténer
4. főernyő
5. csúszólap vagy slider (nem látható)
6. zsinórok
7. heveder
8. ejtőernyő tok-hevederzet

- nyitóernyő: rugós; kézi belobbantású; pull-out; stabilizáló
- Felfüggesztő rendszer
  - D-csat
  - Felszakadó heveder
  - Fő körheveder
  - Vállheveder
  - Hátheveder
  - Övheveder
  - Combheveder a combcsattal
  - Mellheveder a mellcsattal
  - Leoldó zár hevederzethez tartozó része
- Ejtőernyő tok
- Kioldórendszer
  - kioldó fogantyú (vagy gyűrű),
  - kioldó huzal,
  - kioldó kötél a karabinerrel,
  - hajlékony gégecső (csövek),
  - lerántó gumi
  - rugós lerántó szalag
- Leoldó zár

típusai: OSZK, PS-014, US patent, háromkarikás
- Tárolásra, szállításra szolgáló hordtáska

## Forgó ejtőernyő
A forgó ejtőernyő olyan ejtőernyő, amelynek kupolája a konstrukciós kialakításánál fogva kinyílás után forgást végez a függőleges tengelye körül, így légellenállása a nem forgó ejtőernyőhöz képest jelentősen nagyobb. Teherejtőernyőként, fékernyőként használják.
Kupolaformájuk alapján négy csoportra oszthatók:
- Rés nélküli kupola: a forgatónyomatékot a kupola belépőélének alakja hozza létre, amelyet az egyenetlenül elosztott vagy változó hosszúságú zsinór biztosít.
- Vezetőbordás kupola: lehet zsinór nélküli vagy zsinórral szerelt. A forgatónyomatékot a kupola végein lévő hurkok összefogásával kialakított, illetve a háromszög alakú vezetőbordák által létrehozott légcsavarforma biztosítja.
- Azonos zsinórhosszú, tengely-szimmetrikus kupola: a kupolán zsebszerű vagy trapezoid kivágások, „fúvókák” vannak a legnagyobb átmérő közelében, az itt kiáramló levegő hozza létre a kupola forgatónyomatékát.
- Különleges alakú és konstrukciójú kupola: e csoporton belül a legnagyobb autorotációs hatást és a legnagyobb légellenállást a legkisebb kupolafelület és nyílási terhelés mellett különböző konstrukciók segítségével érik el.

## Szalagejtőernyő
Széles szalagokból összeállított kupolájú ejtőernyő. Első ízben 1944-ben alkalmazták Németországban a nagy sebességű repülőgépek pilótáinak mentésére. Az ejtőernyő nyílási folyamata nagy sebességen a szalagok egymáson való elcsúszása következtében lelassul, így csökken a nyíláskor fellépő dinamikus megterhelés („rántás”) mind az ejtőernyőre, mind a használójára. Napjainkban a szalagejtőernyőt fékernyőként alkalmazzák.

### Magyar ejtőernyőzés
- Ejtőernyők kezelése, használata, gyártása, vizsgálata és teljességi kimutatása; Térképészeti Intézet Ny., Bp., 1940
- Alapfokú ejtőernyőskör oktatási tervezete; Magyar Szabadságharcos Szövetség, Bp., 1952
- Roszul Mihály: Ejtőernyőugrás technikája; Magyar Repülő Szövetség, Bp., 1953
- Árvai Zoltán: Ég és föld között. Ejtőernyők, ejtőernyősök; ill. Molnár Ottó; Zrínyi, Bp., 1980 (Haditechnika fiataloknak)
- Tóth Loránd: Ejtőernyők, siklószárnyak; ill. Kiss István; Móra, Bp., 1987 (Kolibri könyvek)
- Dombi Lőrinc: Selyemkupolák. Fejezetek az ejtőernyő történetéből; Zrínyi, Bp., 1993